# Alt Glacier
Alt Glacier är en glaciär i Antarktis. Den ligger i Östantarktis. Nya Zeeland gör anspråk på området. Alt Glacier ligger 457 meter över havet och är 7 km lång. Sträckningen går i sydvästlig riktning från Explorers Range, en del av Bowers Mountains, fram till Rennick Glacier. Den kartlades 1960-64 av United States Geological Survey och namngavs av Advisory Committee on Antarctic Names efter Jean Alta, en fransk meteorolog.
Terrängen runt Alt Glacier är varierad. Trakten är obefolkad. Det finns inga samhällen i närheten. 